# Aloe stenophylla
Aloe stenophylla é uma espécie de liliopsida do gênero Aloe, pertencente à família Asphodelaceae.